# Pierre Estoup
Pour les articles homonymes, voir Estoup.
Pierre Estoup est un magistrat français, né le 30 septembre 1926 à Sauveterre-de-Comminges (Haute-Garonne) et mort le 15 décembre 2024 à Bagnères-de-Bigorre.

## Famille
Pierre Bertrand Estoup nait le 30 septembre 1926 à Sauveterre-de-Comminges dans le département de la Haute-Garonne, du mariage de Jean Estoup, chargé des accidents du travail à l'usine de l'Office national industriel de l'azote (ONIA) à Toulouse et d'Henriette, enseignante.
Il meurt le 15 décembre 2024 à Bagnères-de-Bigorre.

## Carrière
Licencié en droit, diplômé d'études supérieures de droit public et de l'Institut d'études politiques, il débute comme avocat au barreau de Toulouse puis opte pour une carrière judiciaire dans la justice de paix en 1952 comme suppléant rétribué de justice de paix à L'arba (Blida) en Algérie française, puis à Fort-de-France et en 1955 à Saint-Martin (où les audiences du tribunal se tiennent en anglais). En 1958, il est nommé à Pélussin et à Bourg-Argental puis devient juge cantonal dans le canton de Soultz-sous-Forêts.
Il poursuit sa carrière en 1959 comme juge au tribunal d'Hayange, puis vice-président de celui de Sarreguemines et de Thionville en 1969. En août 1973, il devient conseiller à la cour d'appel de Metz, puis président du tribunal de grande instance de Nancy en 1976. Premier président de la cour d'appel de Riom en 1976, à nouveau à la cour d'appel de Nancy, en 1981, comme premier président, il termine sa carrière comme premier président de la cour d'appel de Versailles de 1984 à 1991. C'est sous sa présidence que, le 18 mars 1991, cette cour condamne Jean-Marie Le Pen pour l'affaire dite du « détail ».
De 1986 à 1998, il écrit plusieurs ouvrages de procédure judiciaire dont un sur la conciliation et un autre sur les « procédures rapides » qui sont abondamment cités par les auteurs spécialisés.
Devenu magistrat honoraire, il pratique habituellement l'arbitrage.

## Arbitrage concernant Bernard Tapie-Crédit lyonnais
En 1992, Bernard Tapie confie la vente de la société Adidas au Crédit lyonnais ; la banque achète Adidas et la revend l'année suivante à un prix bien plus élevé. De 1995 à 2006 se déroule un feuilleton judiciaire opposant Bernard Tapie, le Crédit lyonnais et le Consortium de réalisation (CDR) au cours duquel Tapie réclame un dédommagement pour son manque à gagner. En 2007, le principe d'un arbitrage est accepté et c'est ainsi que le 11 juillet 2008, Pierre Estoup est nommé membre du tribunal arbitral, avec Pierre Mazeaud, ancien président du Conseil constitutionnel en qualité de président du tribunal arbitral et Jean-Denis Bredin, avocat, membre de l'Académie française depuis 1989 et vice-président du PRG de 1976 à 1980, arbitre désigné par le Crédit Lyonnais. Le tribunal arbitral, chargé de solder ce litige, condamne le CDR à verser 285 millions d'euros (soit 240 millions d'euros au titre du manque à gagner et 45 millions d'euros au titre du préjudice moral) à Bernard Tapie qui s'estimait floué de la plus-value conséquente réalisée par la banque lors de la vente d'Adidas en 1993. L'indemnité au titre de préjudice moral est la plus forte jamais versée. Les trois juges arbitres se sont partagé à égalité la somme d'un million d'euros prévue dans le compromis d'arbitrage pour leurs honoraires.
Le choix de la procédure, les conditions de l'arbitrage et l'absence de recours de la part de l'État, engagé sur le paiement des dettes du CDR, font rapidement l'objet d'une polémique, puis d'une instruction de la Cour de justice de la République qui entend Christine Lagarde les 23 et 24 mai 2013, la place sous le statut de témoin assisté, puis sous le statut de mis en examen, le 27 août 2014. Le 28 mai 2013, Mediapart, relayé par de nombreux médias, indique que Pierre Estoup et Maurice Lantourne, avocat de Bernard Tapie  sont placés en garde à vue. La question se pose d'une proximité ou de liens avec l'avocat dont le juge arbitre aurait omis de faire mention contrairement au principe d'impartialité des arbitres, à valeur universelle et à l'article 1452 du code de procédure civile. Le lendemain, Pierre Estoup est mis en examen pour « escroquerie en bande organisée ». Dans cette même affaire, Stéphane Richard, PDG d'Orange, Jean-François Rocchi, ancien président du Consortium de réalisation, puis Bernard Tapie lui-même et son avocat Me Maurice Lantourne ont été mis en examen.
Pierre Estoup conteste la qualification retenue pour son incrimination. En effet, il dénonce sa mise en examen dont il juge le dossier vide de tout délit. Il estime que son honneur est attaqué et s'étonne, en outre, que les deux autres arbitres, en l'occurrence Pierre Mazeaud, Président du tribunal arbitral, dont la voix était prépondérante et Jean-Denis Bredin, arbitre désigné par le Crédit Lyonnais ne soient pas inquiétés dès lors que la sentence figeant les sommes attribuées à Bernard Tapie a été rendue et signée à l'unanimité du tribunal arbitral .
Le 14 juillet 2013, Mediapart révèle qu'un ingénieur français nommé Bucciali avait réclamé dans les années 1960 à l’État français une indemnisation pour l'exploitation d'un brevet aux États-Unis, avant d'être débouté définitivement en 1972 par la cour d'appel de Paris. En 2006 et en 2009, Pierre Estoup et Bernard Tapie seraient intervenus pour relancer cette affaire au nom du nouveau propriétaire de la société Bucciali, le cheikh émirati Mohammed Ben Saqr Al Qasimi. La direction des affaires juridiques du ministère des Finances avait jugé à l'époque cette nouvelle demande de transaction « extravagante » et avait dénoncé l'« existence d'une fausse cession de créance constitutive d'une escroquerie »,.
Le 4 novembre 2013, il est mis en examen pour faux et usage de faux. Les deux autres arbitres, Pierre Mazeaud et Jean-Denis Bredin, ont été placés, dans la même affaire, sous le statut de témoin assisté.
Le 17 février 2015, la cour d’appel de Paris déclare recevable le recours en révision engagé contre la sentence arbitrale de juillet 2008 et ordonne la réouverture des débats et la rétractation du jugement arbitral, au motif que « M. Estoup, au mépris de l’exigence d’impartialité qui est de l’essence même de la fonction arbitrale, a, en assurant une mainmise sans partage sur la procédure arbitrale, en présentant le litige de manière univoque puis en orientant délibérément et systématiquement la réflexion du tribunal en faveur des intérêts de la partie qu’il entendait favoriser par connivence avec celle-ci et son conseil, exercé une influence déterminante et a surpris par fraude la décision du tribunal arbitral ».
Le 3 décembre 2015, la même cour d'appel condamne Bernard Tapie à rembourser 404 millions d'euros (285 millions d’euros accordés par le tribunal arbitral, soit 404 623 082,54 euros avec les intérêts) ainsi que le coût de la procédure d'arbitrage à hauteur de 300 000 euros,.
Le 30 juin 2016, la Cour de cassation rejette les deux principaux pourvois contre l'arrêt de la cour d'appel de Paris du 17 février 2015. Elle confirme la compétence de la cour d'appel de Paris pour statuer sur un arbitrage dépourvu du caractère international qui l'aurait fait échapper à la compétence de la juridiction française. Elle confirme l'existence d'une fraude civile justifiant l'annulation des sentences arbitrales en raison des liens entre l'un des juges arbitres (Pierre Estoup) et Bernard Tapie,.
Le 18 mai 2016, Pierre Estoup dépose une tierce opposition contre la décision de la cour d’appel de Paris du 17 février 2015 au motif qu'il n'avait pas été représenté dans la procédure alors qu'il avait intérêt à y défendre ses droits. Son recours est examiné le 15 juin 2016 par la cour de cassation.
Pierre Estoup est renvoyé devant la 11e chambre correctionnelle du tribunal de Paris pour complicité de détournement de fonds publics et d'escroquerie aux côtés de François Rocchi (CDR), Bernard Scemama (Établissement public de financement et de restructuration), Stéphane Richard, (à l'époque des faits directeur de cabinet de la ministre de l’Économie Christine Lagarde), et Me Maurice Lantourne, avocat de Bernard Tapie, pour comparaître à l'audience fixée du 11 mars au 5 avril 2019  pour le jugement du prévenu principal, Bernard Tapie . Le ministère public requiert contre Pierre Estoup une peine de trois ans d’emprisonnement ferme. Le jugement, fixé au 9 juillet 2019, relaxe Pierre Estoup ainsi que tous les autres prévenus des fins de la poursuite. Néanmoins, neuf jours après, le parquet de Paris annonce avoir fait appel de la relaxe générale. Le procès devant la cour d'appel de Paris est fixé au 10 mai 2021. L'arrêt de la cour d'appel, rendu le 24 novembre 2021, condamne Pierre Estoup à trois ans d’emprisonnement et 300 000 euros d’amende et à la confiscation de sa résidence secondaire. Avec Me Lantourne et les sociétés en liquidation de Bernard Tapie, il est condamné à payer solidairement environ 400 millions d’euros aux structures gérant le passif du Crédit lyonnais, et avec les trois autres condamnés, à verser 100 000 euros au titre du préjudice moral à l’État, ainsi que 600 000 euros en frais de justice,.

## Mur des cons
La photo de Pierre Estoup figurait sur le « mur des cons » du Syndicat de la magistrature en 2013 .

## Récompenses et distinctions
En 1977, Pierre Estoup est nommé au grade de chevalier dans l'ordre national de la Légion d'honneur.
Par arrêtés du 7 décembre 2023, il est exclu de l'ordre national de la Légion d'honneur et de l'ordre national du Mérite avec effet au 24 novembre 2021.

## Publications
- Une institution oubliée : l'arbitrage judiciaire, La Gazette du Palais, 1986, tome 2, Doctrine, p. 620-621.
- Étude et pratique de la conciliation, édité par Dalloz et Sirey, 1986, 161 pages.
- Les Jugements civils, principes et méthodes de rédaction, édité par Litec, 1988, 112 pages.
- La justice française : acteurs, fonctionnement et médias, édité par Litec, 1989, 297 pages. Préfacé par Jean-Denis Bredin[8]
- La pratique des jugements en matière civile, prud'homale et commerciale, édité par Litec, 1990, 258 pages.
- La pratique de la juridiction prud'homale, édité par Litec, 1991, 412 pages.
- Guide-formulaire du conseiller prud'homme, édité par Litec, 1992, 214 pages.
- La pratique des procédures rapides : référés, ordonnances sur requête, procédures d'injonction, procédures à jour fixe et abrégées, édité par Litec, 1998, 469 pages.